# Bell 214
Il Bell 214 è un elicottero multiruolo, medio leggero, prodotto dalla Bell e derivato dal Bell UH-1 Iroquois. Da questo velivolo deriva il fratello maggiore Bell 214ST, con cui condivide lo stesso numero di modello, ma che è molto più grande.

## Progettazione e sviluppo
Lo sviluppo del progetto 214 è stato annunciato dalla Bell nel 1970 con il nome "Huey Plus". Il primo prototipo si basava sulla cellula del Bell 205, ma con un nuovo motore Lycoming T53 -L-702 di 1.900 shp.
Il primo prototipo dimostrativo di 214A è stato valutato dalle forze armate iraniane con un'esercitazione sul campo. La dimostrazione venne valutata positivamente e ne seguì un ordine da parte dell'Iran. Nell'intenzione dell'azienda la Bell avrebbe prodotto i primi velivoli nei suoi stabilimenti di Dallas-Fort Worth mentre altri 50 214A e 350 214ST sarebbero stati prodotti successivamente in Iran. L'ordine venne in seguito modificato, ma la produzione fu interrotta a causa della rivoluzione iraniana; le ultime consegne vennero fatte prima della rivoluzione e in totale l'Iran ricevette 296 esemplari di 214A e 39 modelli di 214C.
Simile in dimensioni e aspetto ai Bell 205 o ai Bell 212, il 214 si differenzia per l'utilizzo di un solo, ma potente, motore Lycoming LTC4B-8 da 2.930 shp / 2.185 kW e un aggiornamento dei rotori che gli conferisce una elevata capacità di sollevamento e buone prestazioni ad alte temperature e alta quota.
La Bell ha offerto anche una versione civile di questo mezzo, chiamata 214B "BigLifter". Ottenne l'omologazione al volo nel 1976 e venne prodotta dall'azienda statunitense fino al 1981.Per introdurre questa versione sono state necessarie alcune modifiche come la revisione del motore e l'introduzione di avionica e sistemi di navigazione commerciali.

## Storia operativa
Si stima che a gennaio 2010 le forze armate iraniane abbiano in dotazione ancora 50 Bell 214A e 25 Bell 214C. Inoltre la struttura di revisione istituita al momento della consegna, l'Iran Helicopter Support & Renewal Company, è ancora attiva e permette l'assistenza tecnica ai velivoli iraniani.
Si stima che volino ancora 41 214Bs con ruoli commerciali, di lotta antincendio, gru volanti. Tra i paesi che utilizzano questi velivoli vi sono Australia(6), Canada(10), e Stati Uniti (15).

## Utilizzatori

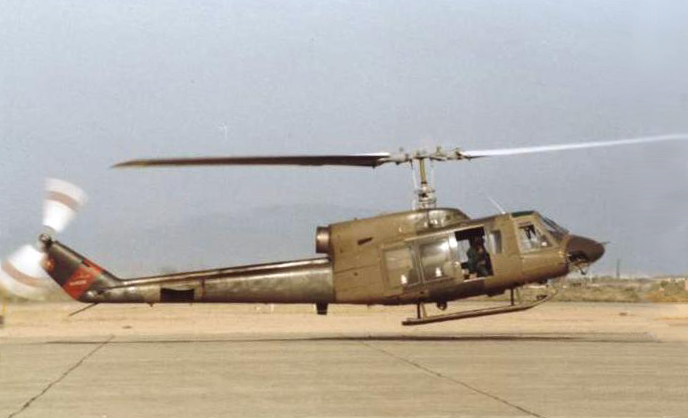
Bell 214 dell' Oman, 1982

### Civili
Australia
- McDermott Aviation

15 Bell 214B in servizio al 27 luglio 2016.
 Norvegia
- CHC Helikopter Service

4 Bell 214B in servizio dal 1976 al 2010.
- Helitrans AS

2 Bell 214B consegnati a partire dal 2001.
- Lufttransport

7 Bell 214B in servizio dal 1981 al 1998.
 Stati Uniti
- PJ Helicopters

2 Bell 214B in servizio dal 2005.

### Governativi
Costa Rica
- Servicio de Vigilancia Aérea - Fuerza Pública

4 UH-1ST consegnati a maggio 2019.
 Oman
- Royal Oman Police

vedi Bell 214ST

### Militari
Brunei
- Tentera Udara Diraja Brunei

1 Bell 214ST consegnato ed in servizio al maggio 2017.
 Ecuador
- Ejército Ecuatoriano

2 Bell 214B in servizio dal 1981 al 1998.
- Iran - 75 Bell 214s a gennaio 2010.[6]

 Oman
- Al-Quwwat al-Jawiyya al-Sultaniyya al-'Umaniyya

7 Bell 214B ricevuti a partire dal 1976.
 Venezuela
- Fuerza Aérea Venezolana

vedi Bell 214ST
- Emirati Arabi Uniti - 3 Bell 214s a gennaio 2010.[6]